# Steese Highway

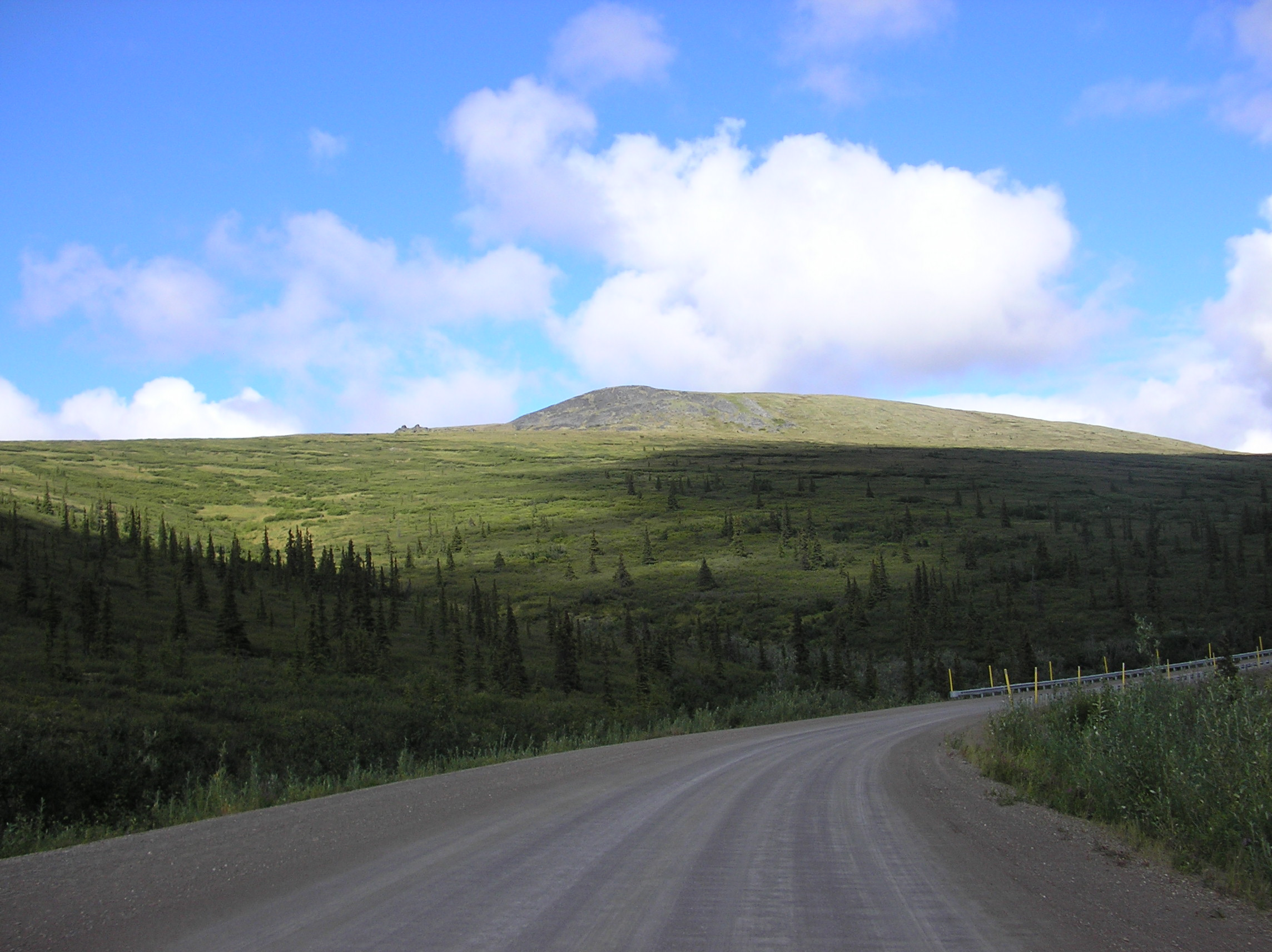
Steese Highway

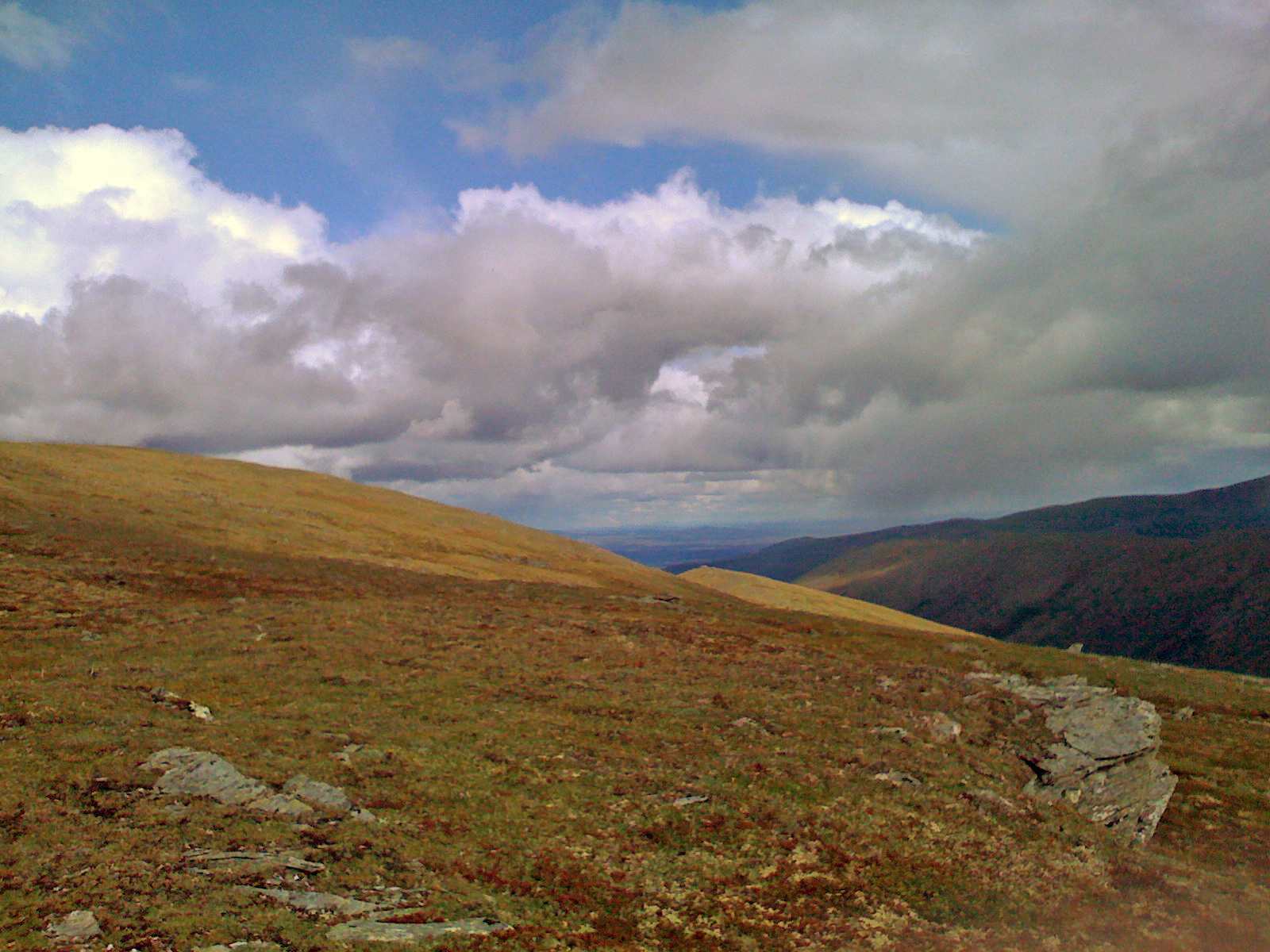
Eagle Summit in den White Mountains, der höchste Punkt des Highways

Der Steese Highway ist eine Hauptverkehrsstraße im US-Bundesstaat Alaska, die auf einer Länge von 261 km Fairbanks im Interior mit Circle am Yukon, 80 km südlich des Polarkreises, verbindet. Der Highway wurde 1927 fertiggestellt und nach James G. Steese, einem ehemaligen General der US-Armee und Vorsitzenden der Alaska Road Commission, benannt. Ursprünglich wurde der Highway gebaut, um eine Versorgungsroute in den Circle Mining District herzustellen, in dem in den 1890ern bis zu den Goldfunden am Klondike das Zentrum von Alaskas Goldabbau lag.
Die ersten 71 km ab Fairbanks sind asphaltiert, danach wird die Straße zur Schotterpiste. Der Highway führt durch die White Mountains, einem Gebirgszug der Tanana Hills. Der südwestliche Teil des Highways verläuft entlang dem Chatanika River. Etwa auf halber Strecke liegt das Quellgebiet des Birch Creek, einem Wild and Scenic River, der in den Yukon mündet. Den höchsten Punkt erreicht er am Eagle Summit (1105 m). Das Erholungsgebiet White Mountains National Recreation Area ist über den Highway zugänglich.
Der Steese Highway ist auf den ersten 17 km von Fairbanks bis zur Kreuzung mit dem Elliott Highway bei Fox Teil der Alaska Route 2, die restliche Strecke bis Circle ist die Alaska Route 6.